# Jakobida
Jakobida је група једноћелијских хетеротрофних екскаватних протиста, чије представнике карактерише присуство два бича на почетку широког вентралног цитостома (у виду бразде). Протисти из ове групе имају геноме најсличније прокариотским те привлаче пажњу као потенцијално најпримитивније еукариоте.